# 1988 DB5
1988 DB5 är en asteroid i huvudbältet som upptäcktes den 25 februari 1988 av den australiensiske astronomen Robert H. McNaught vid Siding Spring-observatoriet.
Asteroiden har en diameter på ungefär 3 kilometer och den tillhör asteroidgruppen Eunomia.